# Chicago Pile-5
Chicago Pile-5 (CP-5) était le dernier de la lignée des réacteurs de recherche Chicago Pile qui avait commencé avec le CP-1 en 1942. Premier réacteur construit sur le campus du Laboratoire national d'Argonne dans le comté de DuPage, il a fonctionné de 1954 à 1979.
Le CP-5 était un réacteur à neutrons thermiques utilisant de l’uranium enrichi comme combustible et de l'eau lourde comme liquide caloporteur et comme modérateur de neutrons. Il produisait des neutrons destinés à la recherche. Le réacteur avait une puissance nominale de 5 mégawatts.
Le nettoyage et la mise hors service du site du CP-5 ont commencé en 1991 et se sont achevés en 2000. Le processus de nettoyage comprenait l’enlèvement de tout l’équipement contaminé et du combustible usé, la décontamination de la cuve du réacteur et de la tuyauterie connexe, ainsi que l’enlèvement de la piscine de combustible usé, des structures internes du réacteur et du revêtement de la cellule chaude. Les zones accessibles de la structure ont été certifiées comme ayant des niveaux de rayonnement équivalents au rayonnement de fond.